# Julie Philipault
Julie Philipault, dite aussi Phlipault ou  Phlipaut, est une peintre française spécialisée dans les portraits, née le 9 mai 1780 à Paris et morte le 23 novembre 1834 dans la même ville. Elle expose ses tableaux au Salon de Paris de 1812 à 1831.

## Biographie
Marie-Julie-Victoire Chipault, dite Phlipaut (ou Phlipault, Philipault), est née le 9 mai 1780 à Paris, dans le quartier Saint-Gervais, fille de Louis-Chrisostome Chipault, dit Phlipaut et de son épouse, Marie-Élisabeth-Victoire Deschamps de Vallièrre. 
Élève de Charles Meynier, puis de Louise Hersent, elle remporte des médailles aux Salon de 1814 et de 1817,. 
Elle meurt dans le 10e arrondissement de Paris le 23 novembre 1834, des suites d'un cancer au front.

## Carrière artistique
Julie Philipault était installée au Palais des Beaux-Arts et rue Mazarine. Elle se spécialise dans les portraits. Plusieurs portraits furent exposés au Musée Impérial puis Royal de 1812 à 1824. On y retrouve celui de Monsieur Galté, lieutenant-colonel des voltigeurs de la Garde impériale. Celui de la duchesse d'Angoulême y trouva sa place en 1814. Le portrait de Racine lisant Athalie devant Louis XIV et Madame de Maintenon y fut exposé en 1817.
Les portraits de Julie Philipault furent exposés au Salon de 1812 à 1831.
A Marseille, au musée Cantini, est exposé un portrait du peintre Marlet peint par Julie Philipault. 
Le portrait Portrait de Marie-Sylphide Calès, née Chardou a été attribué à Jacques Louis David jusque dans les années 1990. Il est donné au musée des Beaux-Arts d'Orléans en 1860. Cette erreur d'attribution vient d'une légende familiale s'appuyant sur la proximité politique entre les deux hommes et de l'influence de Jacques Louis David dans les objets déposés sur la chaise rappelant le Portrait de Juliette de Villeneuve peint par David en 1824 et exposé au musée du Louvre.
Ce tableau présente un  point de vue original sur la représentation des femmes à cette époque. En effet, la modèle est peinte en train de faire de la botanique, habillée sobrement et avec un léger embonpoint.  

## Œuvres

### Collections publiques
- Portrait de Marie-Sylphide Calès, née Chardou, musée des Beaux-Arts d'Orléans.
- Racine lisant Athalie devant Louis XIV et Madame de Maintenon, 1819, huile sur toile, Paris, musée du Louvre[17];
- Jeune bergère se mirant dans l'eau, 1821, huile sur toile, collection du musée du Louvre, en dépôt à la mairie de Castelnaudary[18];
- Jeune berger jouant de la flûte, 1821 ou 1826, huile sur toile, 82 × 145 cm, commandé par l'état français en 1821 à l'artiste avec Jeune bergère se mirant dans l'eau, déposé à la Sous-préfecture de Vitry-le-François en 1939 selon les dossiers du Louvre, mais introuvable à Vitry en 2008 ; perdu[19];
- Portrait du peintre Jean Henry Marlet, huile sur toile, 46 × 35 cm; Marseille, musée Cantini, C 328[20].

### Envois au Salon
Œuvres non localisées, sauf mention contraire.
- 1812
  - Portrait de M. Galté, lieutenant-colonel des voltigeurs de la garde impériale (no 718)
  - Portrait de Mme G... (no 719)
  - Plusieurs portraits, même numéro (no 720)
- 1814
  - Portrait de S. A. R. Mme la duchesse d’Angoulême (no 753)
  - Portrait d’une jeune personne (no 754)
  - Plusieurs portraits, même numéro (no 755)
- 1817
  - Portraits de Mme de M*** et de son fils (no 612)
  - Portrait de Mlle H... B*** (no 613)
- 1819
  - Racine lisant Athalie devant Louis XIV et Mme de Maintenon (no 895), commandé à l'artiste par l'État français, Paris, musée du Louvre
  - Portrait de M. M***, peintre (no 896)
- 1822
  - Portrait de M. Ph... (no 1023)
  - Portrait de M. D. F. (no 1024)
- 1824
  - Portrait de M. F., chef de bataillon au corps royal de l'état major (no 1348)
  - Portrait de M. D. M., garde du corps de S. A. R. Monsieur (no 1349)
  - Portrait d'enfant (no 1350)
- 1831
  - Portrait de M. R*** (no 1667)
  - Portrait du fils du docteur G*** (no 1668)
  - Etude de jeune fille entrant au bain (no 1669)

### Galerie d'images

Œuvres de Julie Philipault
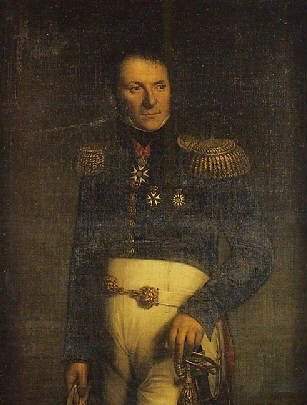
Portrait du colonel Charles-Marie Galté, 1812
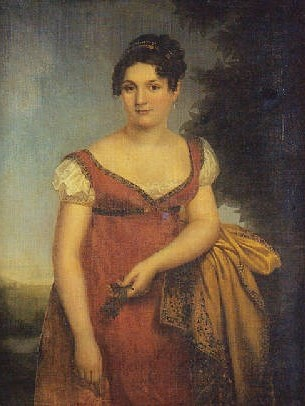
Portrait de Madame Galté, née Angélique-Louise-Rose De Busne, 1812
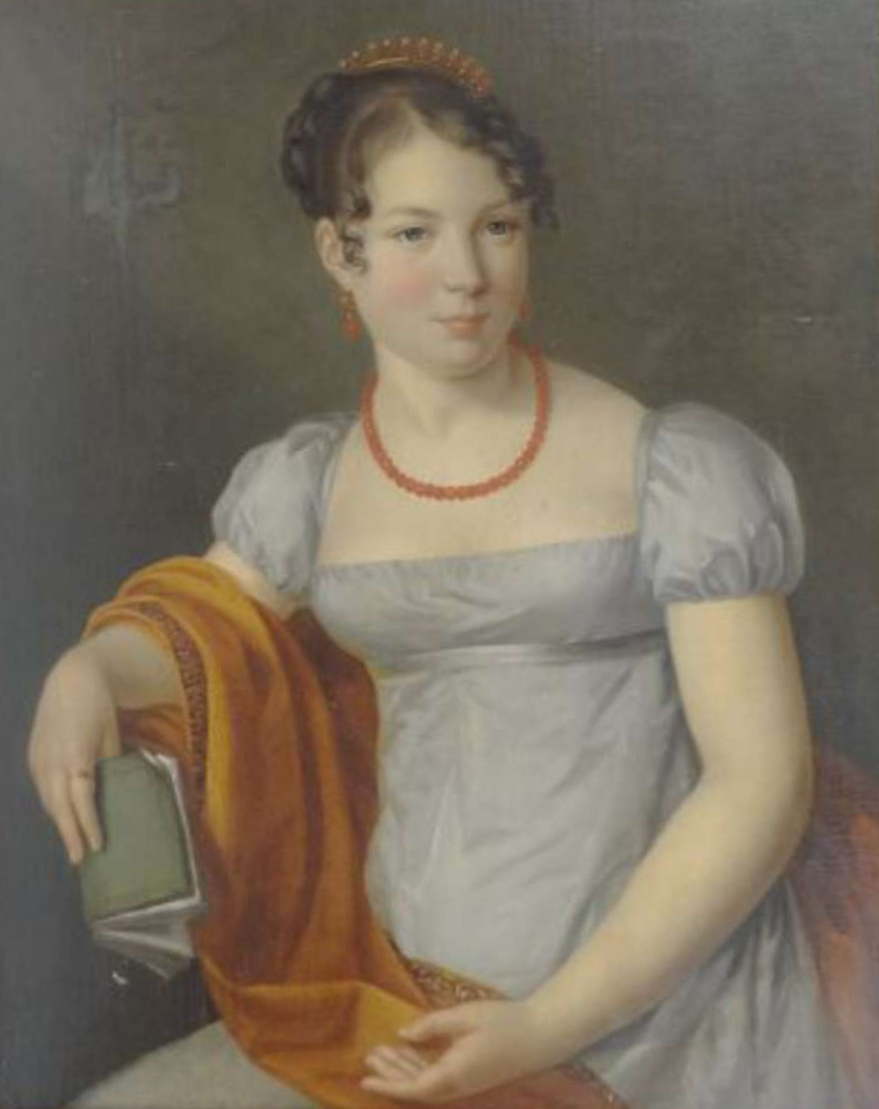
Portrait d'une dame tenant un livre, 1815
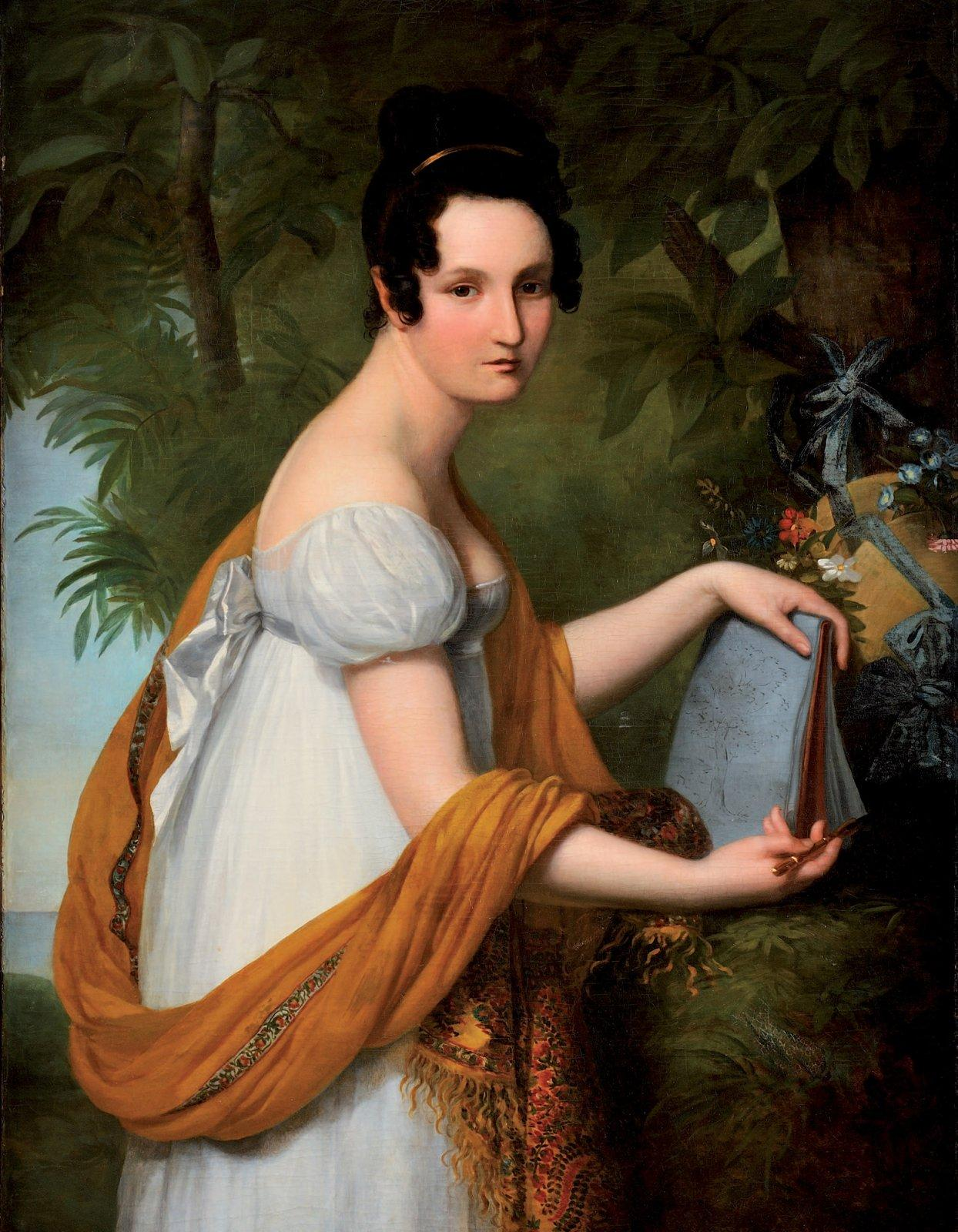
Portrait de jeune femme dessinant, 1817
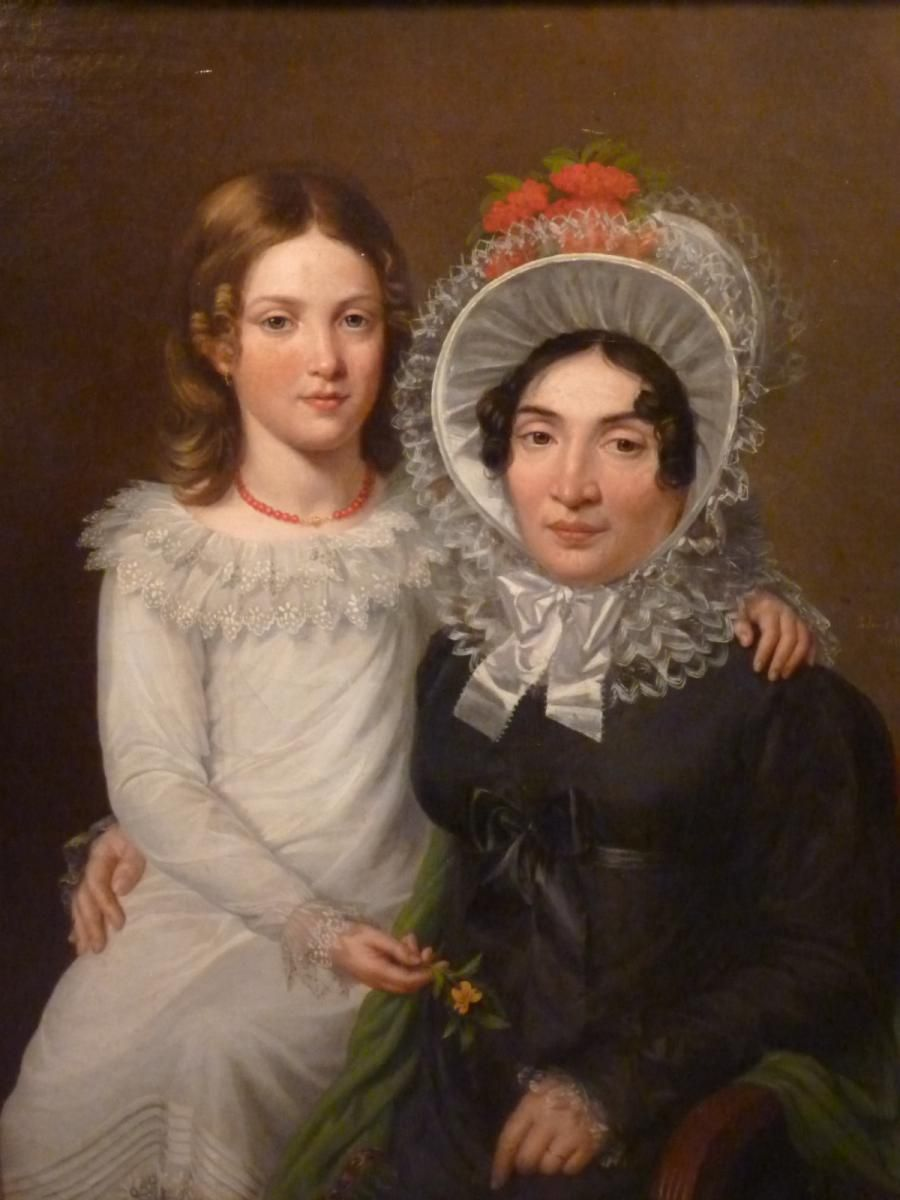
Portrait d'une mère et de sa fille, 1818
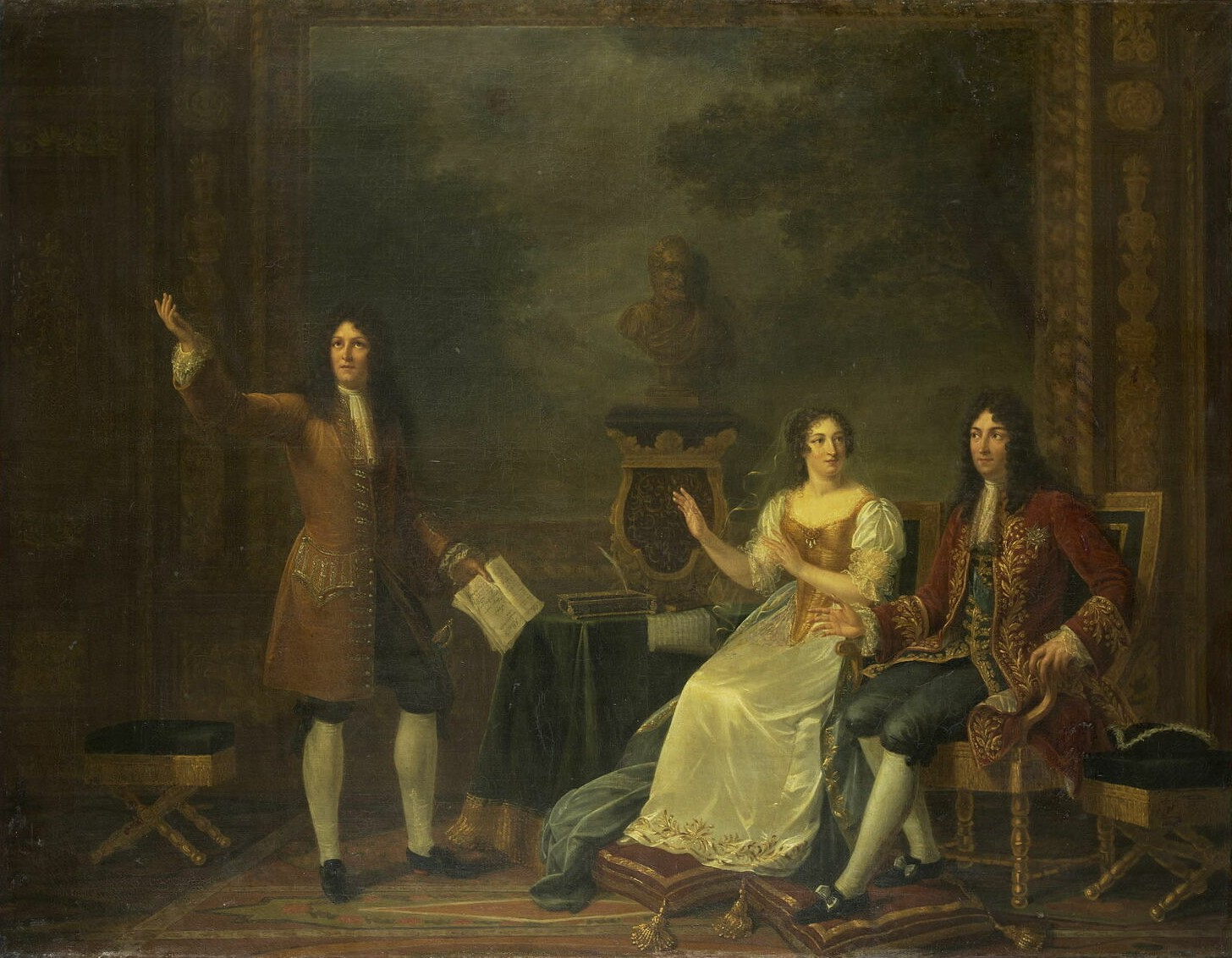
Racine lisant Athalie devant Louis XIV et Madame de Maintenon (1819), Paris, musée du Louvre.
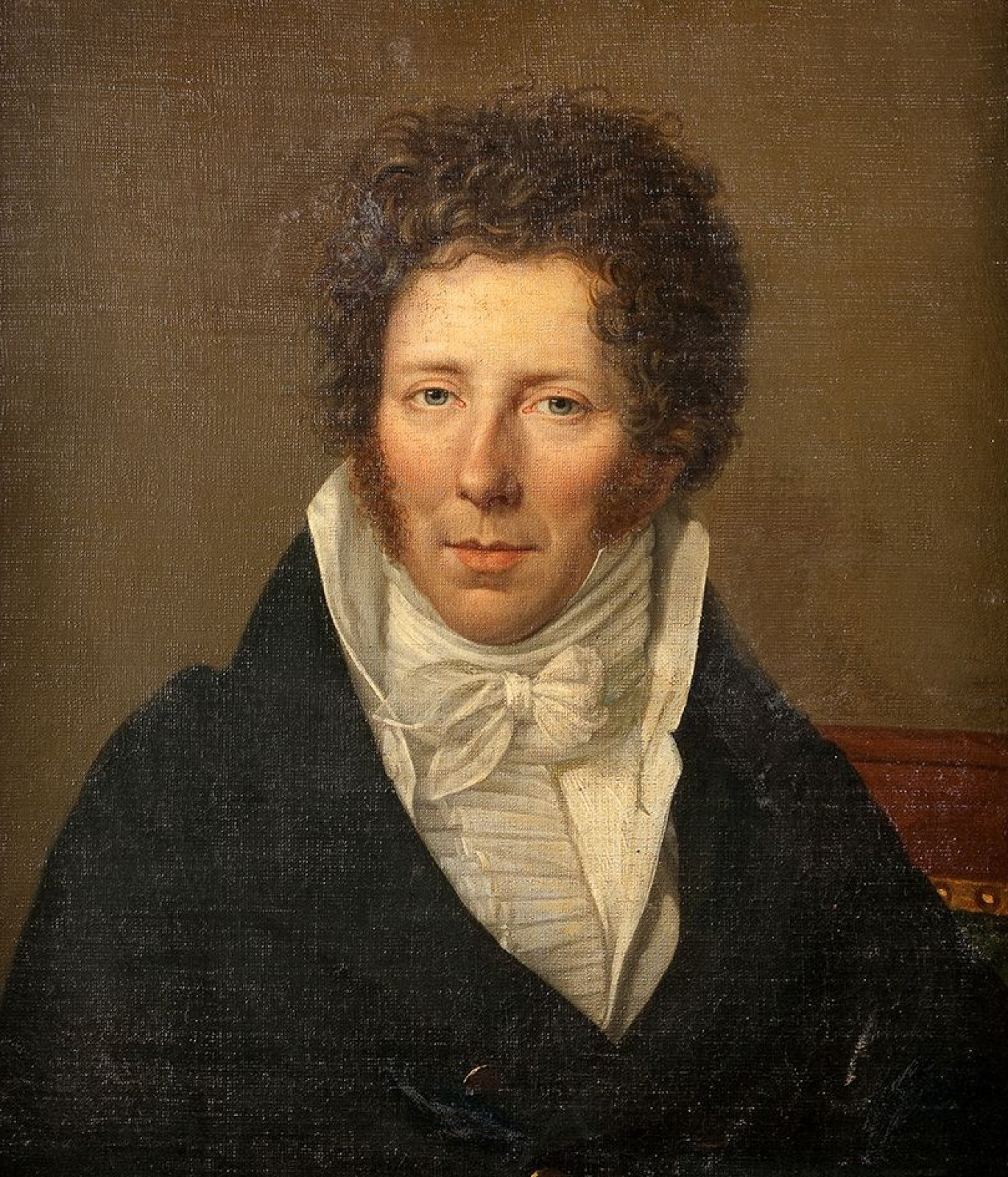
Portrait d'homme, 1819
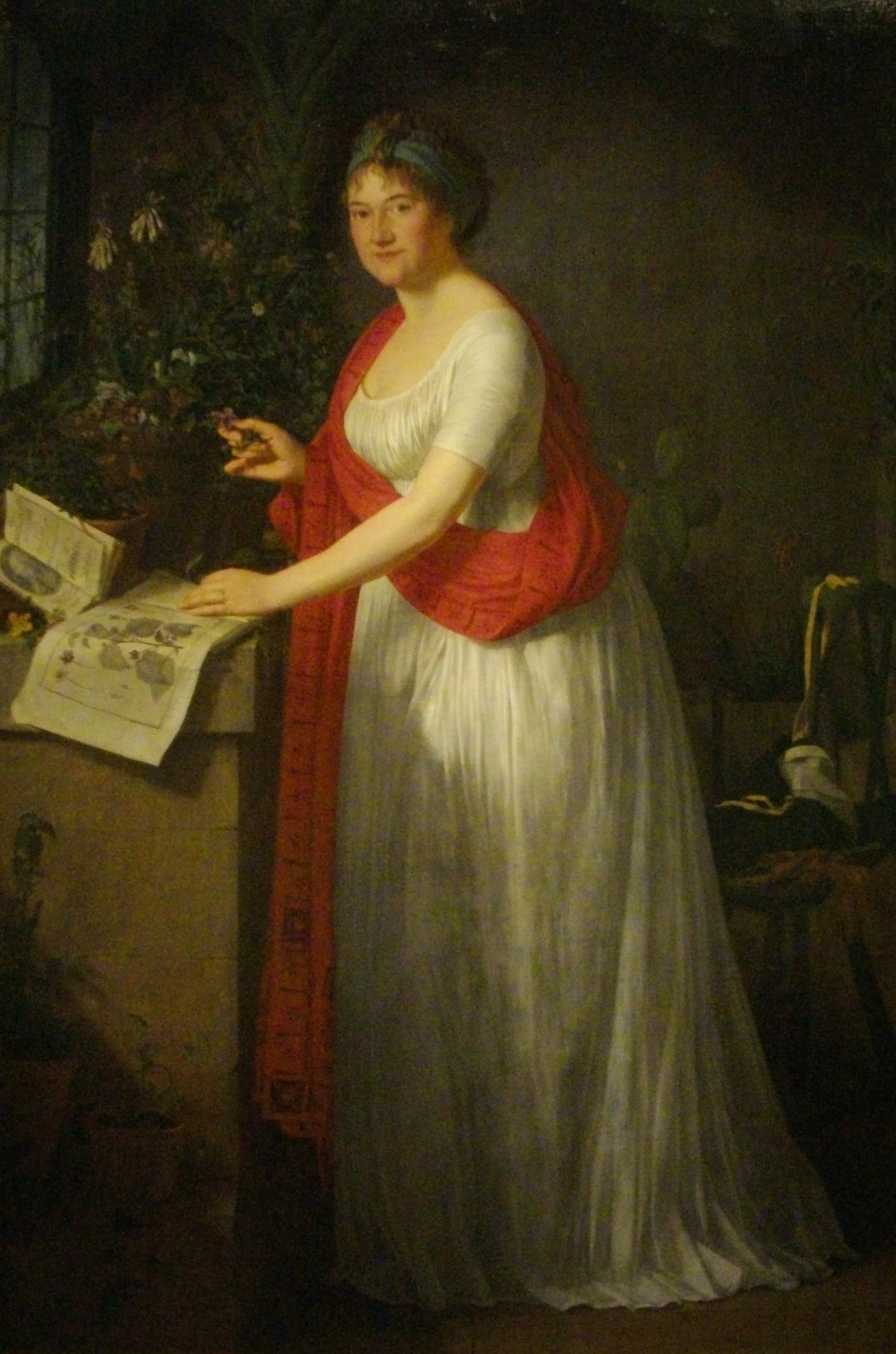
Portrait de Marie-Sylphide Calès, née Chardou, musée des Beaux-Arts d'Orléans.
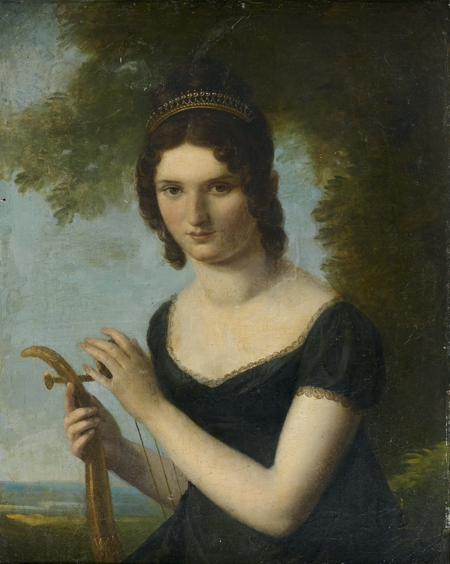
Portrait présumé de la maréchale Jourdan jouant de la lyre
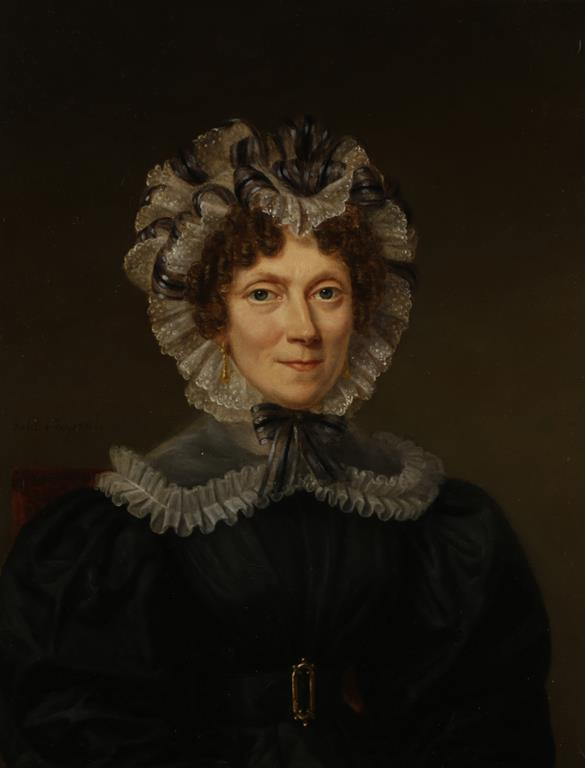
Portrait d'une femme vêtue d'une robe noire
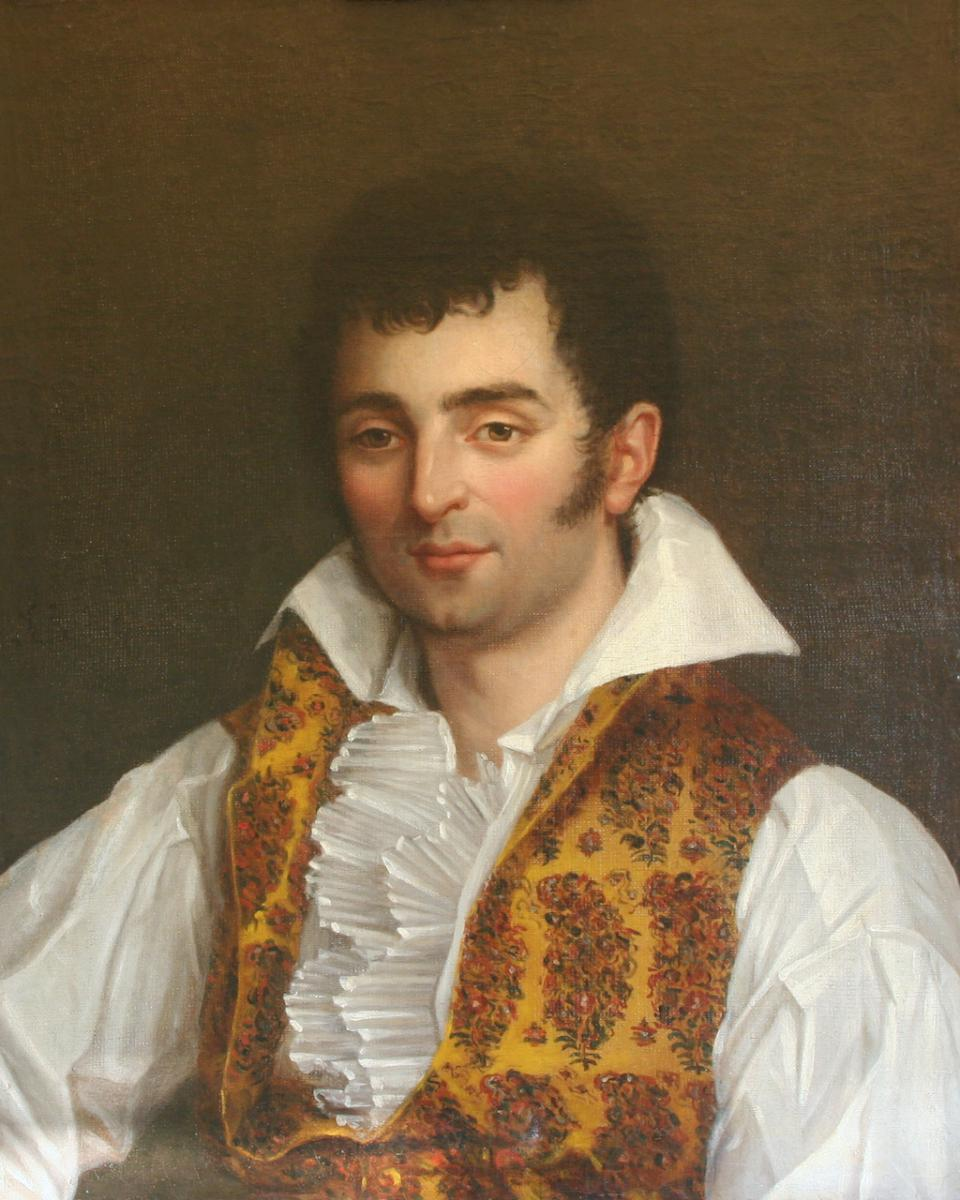
Portrait d'homme au gilet brodé